# Кочуровка
Кочуровка — река в России, протекает по Липецкой и Рязанской областям. Левый приток Дона.

## География
Река Кочуровка берёт начало у деревни Орловка Лев-Толстовского района Липецкой области. Пересекает границу Рязанской области, течёт на запад. Устье реки находится у села Воейково в 1739 км от устья Дона. Длина реки составляет 32 км, площадь водосборного бассейна — 214 км².

## Данные водного реестра
По данным государственного водного реестра России относится к Донскому бассейновому округу, водохозяйственный участок реки — Дон от истока до города Задонск, без рек Красивая Меча и Сосна, речной подбассейн реки — бассейны притоков Дона до впадения Хопра. Речной бассейн реки — Дон (российская часть бассейна).
Код объекта в государственном водном реестре — 05010100312107000000434.